# Wieloryb i piraci
Wieloryb i piraci (ang. Jonah: A VeggieTales Movie, 2002) – amerykański film animowany wyprodukowany przez Artisan Entertainment. Film nawiązuje do biblijnej historii o proroku Jonaszu.
Jest to pierwszy kinowy film, w którym występują postacie z serii filmów wideo VeggieTales.

## Opis fabuły
Akcja filmu rozpoczyna się w pewną księżycową noc, kiedy podróżujące samochodem, mówiące i śpiewające, warzywa napotykają na nieoczekiwane kłopoty – ich pojazd nie chce jechać dalej. Czekając na pomoc drogową, nieszczęśliwi podróżnicy spotykają hałaśliwych piratów, którzy zgadzają się opowiedzieć im pewną historię, w której Jonasz zostaje połknięty przez wieloryba.

## Obsada
- Tim Hodge – Khalil
- Kristin Blegen – Laura Carrot
- Lisa Vischer – Junior Asparagus
- Mike Nawrocki – Ogórek Larry
- Phil Vischer – Jonasz
- Shelby Vischer – Annie
- Jim Poole – Scooter
- Dan Anderson – Tata Szparag